# گل سرخ (فیلم ۲۰۱۴)
گل سرخ فیلمی به کارگردانی سپیده فارسی فیلمساز ساکن پاریس که در سال ۲۰۱۴ ساخته شده‌است. این فیلم در بخش سینمای معاصر جهانِ جشنواره جهانی فیلم تورنتو ۲۰۱۴ به نمایش درآمد.

## داستان
گل سرخ که در بستر اعتراضات سال ۸۸ و تظاهرات خیابانی، رابطه بین یک دختر جوان و مرد میانسالی را که در خانه‌اش سعی دارد تنها ناظر این ماجراها باقی بماند، تصویر می‌کند. دختر به همراه گروهی از تظاهر کنندگان به دنبال پناهگاهی هستند تا از دست نیروهای انتظامی و نظامی بگریزند. در خانه مردی به نام علی بازمانده و همه آنجا پناه می‌گیرند و کمی بعد می‌روند، اما از میان آنها دختری به نام سارا مجدداً به آنجا بازمی‌گردد.

## بازیگران
- جواد جواهری در نقش آقای امینی
- دریا جواهری فارسی در نقش دوست سارا
- بابک فراهانی در نقش مشاور املاک
- مینا کاوانی در نقش سارا
- واسیلیس کوکلانی در نقش علی
- شبنم طلوعی در نقش سیمین

## اکران
این فیلم در سال ۲۰۱۴ اولین بار در جشنواره تورنتو نمایش داشت و در فوریه ۲۰۱۵ هم در جشنواره گوتنبرگ در سوئد نمایش داده شد.

## الهام از نهال سحابی
فارسی در گفتگو با جروزالم پست اعلام کرد که یکی از منابع الهام او برای خلق شخصیت سارا در این فیلم نهال سحابی بوده‌است.